# Роща (платформа)
Ро́ща (бел. Гай) — пассажирский железнодорожный остановочный пункт Минского отделения Белорусской железной дороги на линии Минск — Барановичи. Платформа расположена между остановочным пунктом Курасовщина и станцией Помыслище. Пункт расположен на улице Академика Курчатова, в непосредственной близости M9 МКАД в 2,6 километрах от посёлка Щомыслица. Расстояние до остановочного пункта Институт культуры — 8 километров. Участок Курасовщина — Роща является самым коротким (~1,16 км) на линии Минск — Столбцы.

## История
Платформа известна с середины 1960-х годов. В 1975 году остановочный пункт был электрифицирован переменным током (~25 кВ) в составе участка Минск — Столбцы

## Устройство станции
Остановочный пункт представляет собою две боковые платформы, при этом платформа в направлении Барановичей несколько удалена от основной платформы. Пересечение железнодорожных путей осуществляется по двум наземным пешеходным переходам, оснащёнными светофорами и звуковой сигнализацией, а также предупреждающими плакатами. Пассажирский павильон расположен на платформе в направлении Минска.
На остановочном пункте имеется путевой съезд с перегона Минск-Сортировочный — Колядичи, используемый товарно-грузовыми составами, а также железнодорожный тупик.
Выход с платформ осуществляется к улице Академика Курчатова и к расположенному на улице факультету радиофизики и компьютерных технологий, биологическому факультету и к научно-исследовательский институт прикладных физических проблем БГУ, а также к общежитиям университета. Второй выход ведёт на улицу Ландера, а также остановке пассажирского транспорта «Поворот на филиал БГУ» на МКАД.

## Пассажирское сообщение
На платформе останавливаются поезда региональных линий экономкласса (пригородные электрички), ежедневно проходят 8 пар электропоездов на Барановичи и 8 пар до станции Столбцы. Время пути до остановочного пункта Институт культуры, расположенного в центре города составляет 14 минут, до Барановичей — 2 часа 50 минут.
От ближайших остановок наземного городского пассажирского транспорта отправляются автобусы в направлении Малиновки, Кунцевщины, Курасовщины, Лошицы, Чижовки и Ангарской.